# Alexander Weniaminowitsch Bari

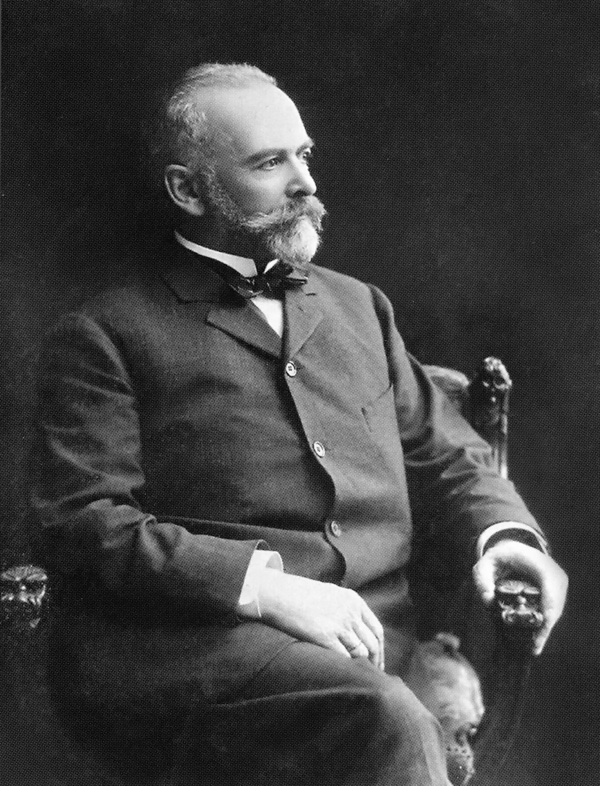
Alexander Weniaminowitsch Bari

Alexander Weniaminowitsch Bari (russisch Алекса́ндр Вениами́нович Ба́ри; * 6. Maijul. / 18. Mai 1847greg. in St. Petersburg; † 6. Apriljul. / 19. April 1913greg. in Moskau) war ein russischer Ingenieur und Unternehmer.

## Leben
Die Familie Bari war ursprünglich aus Frankreich nach Russland emigriert. Alexander Baris Vater Weniamin Matwejewitsch Bari, geboren in Lettland, hatte seine Bildung in Deutschland erhalten, kannte zwölf Sprachen und lehrte Fremdsprachen im kaiserlichen Pagen-Korps in St. Petersburg. Er wechselte Briefe mit Karl Marx, vertrat dessen Ansichten in der Öffentlichkeit, so dass er 1862 der Polizei auffiel und darauf mit seiner Frau Henrietta Sergejewna und den Kindern zunächst in die Schweiz nach Zürich und dann 1865 in die USA auswanderte.
Alexander Bari, zweiter Sohn der Familie und nach Alexander von Humboldt genannt, studierte nach dem Besuch des Gymnasiums Bauingenieurwesen an der ETH Zürich mit Diplom-Abschluss 1870, um danach als Hilfsmechaniker auf einem Dampfschiff seiner Familie in die USA nachzureisen. Dort nahm er die USA-Staatsbürgerschaft an und arbeitete als Ingenieur-Assistent in Brückenbau- und Maschinenbau-Firmen in Detroit und später als Ingenieur in einem Ingenieurbüro in Philadelphia. Aufgrund seines Wissens, seiner Fertigkeiten und seiner Tatkraft wurde er schnell bekannt, so dass er 1875 den Wettbewerb für den Bau der Pavillons für die Centennial Exhibition 1876 in Philadelphia gewann und bald Vorsitzender der Philadelphiaer Ingenieursgesellschaft wurde. Auf der Ausstellung betreute und beriet er die Wissenschaftler-Delegation der Moskauer Technischen Hochschule, zu der auch der junge Wladimir Grigorjewitsch Schuchow gehörte. In Anerkennung seiner Dienste wurde Bari 1877 als korrespondierendes Mitglied in den Pädagogik-Rat der Moskauer Technischen Hochschule gewählt.
Nach Philadelphia war auch Sinaida Jakowlewna von Grunberg (aus einer deutschen Familie und Schwester von Baris Schwägerin) gekommen, die nun Baris Frau wurde. Da Sinaida nicht in den USA bleiben wollte, gab Bari seine USA-Karriere auf und kehrte im Sommer 1877 mit seiner Frau und Tochter Anna nach St. Petersburg zurück unter Beibehaltung seiner USA-Staatsbürgerschaft. Das Paar bekam fünf weitere Kinder: Olga, Jewgenija, Viktor, Lidija und Wladimir.
Zusammen mit seinem jüngeren Bruder Wilhelm, Absolvent der St. Petersburger Bergbau-Hochschule, gründete Bari ein kleines Unternehmen für die Konstruktion und den Bau von Elektromotoren, das jedoch keine Aufträge erhielt. Zusammen mit Nikolai Sytenko, Ingenieur-Oberstleutnant außer Dienst und Mitglied der Kaiserlich-Russischen Technik-Gesellschaft, gründete Bari nun die Firma Bari, Sytenko & Co. für den Bau von Anlagen der russischen Erdöl-Industrie. Dazu ließ er sich mit seiner Familie in Moskau nieder. Ludvig Nobel, der Sytenko kannte, beauftragte die Firma mit der Organisation der Erdöl-Förderung in Grosny und Baku. Dafür stellte Bari den jungen Ingenieur Schuchow ein, den er in Philadelphia kennen gelernt hatte. Gemeinsam erfüllten sie den Auftrag Nobels zu dessen vollster Zufriedenheit, so dass Nobel die Erdölförderungsgesellschaft Branobel (russische Abkürzung von Brüder Nobel) gründen konnte, die eine der bedeutendsten Erdöl-Firmen in Europa wurde. Im Herbst 1878 wurde von der Firma Bari auf der Halbinsel Apscheron die erste russische Erdölleitung mit einer Länge von 10 km in Betrieb genommen. 1879 baute die Firma die zweite Erdölleitung für die Firma G. L. Lianosow & Co. 1880 errichteten Bari, Sytenko und der Titularrat Nikolai Rubinski einen Erdöl-Verarbeitungsbetrieb in Kuskowo im Bezirk Moskau und gründeten eine russisch-US-amerikanische Betriebsgesellschaft zur Verarbeitung des Baku-Öls. Die Bauarbeiten leitete Schuchow, und 1881 wurde der Betrieb aufgenommen. Auf der Allrussischen Industrie- und Handwerksausstellung 1882 wurde das Kuskowo-Werk für seine hohe Qualität ausgezeichnet. 1882 wurde Dmitri Iwanowitsch Mendelejew chemisch-technischer Berater des Werkes.

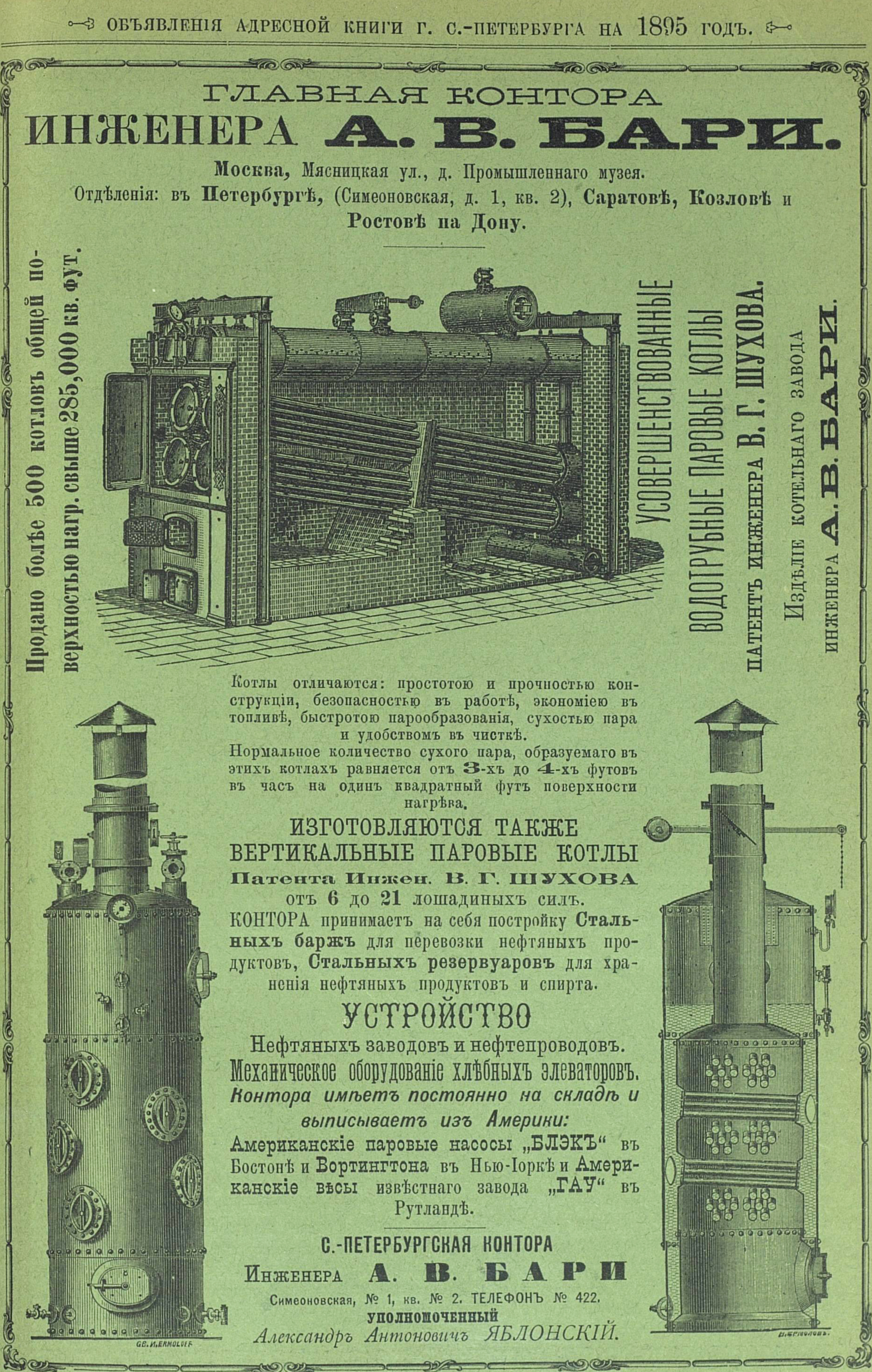
Werbung des Hauptkontors des Ingenieurs A. W. Bari (1895)

Bari verkaufte 1882 seinen Anteil am Kuskowo-Werk an den Unternehmer Pjotr Ionowitsch Gubonin, um sich auf seine eigene Tätigkeit zu konzentrieren. Bereits 1880 hatte er das Technische Ingenieurbüro A. W. Bari gegründet mit seinem Freund Schuchow als Oberingenieur und technischen Leiter. Schnell entwickelte Schuchow ein neues Dampfkessel-Modell, wofür 1884 die Kesselfabrik A. W. Bari errichtet wurde. Fünf Jahre später hatte das Werk Filialen in St. Petersburg, Charkow, Nischni Nowgorod und Jekaterinburg.
Ab 1885 beteiligte sich das Büro Bari am Bau der Wolga-Erdöltransport-Flotte auf eigenen Werften in Saratow und Zarizyn. Andere Projekte waren Ölleitungen, Getreideheber, Eisenbahnbrücken und die von Schuchow entwickelten Hyperboloidkonstruktionen und Netzdächer. 1892 beteiligte sich das Büro Bari an der Entwicklung des russischen Eisenbahnnetzes. Für die Allrussische Industrie- und Handwerksausstellung 1896 wurden Pavillons gebaut. Das Büro Bari beteiligte sich an der Sanierung der Mytischtschier Wasserleitung und am Bau der Waggonfabrik in Mytischtschi.
Die Familie Bari verkehrte insbesondere mit Dmitri Iwanowitsch Mendelejew, Nikolai Jegorowitsch Schukowski, Sergei Alexejewitsch Tschaplygin, Fjodor Ossipowitsch Schechtel und Iwan Iwanowitsch Rerberg. 1898 lernte Bari Lew Nikolajewitsch Tolstoi kennen, und er besuchte mit seiner Tochter Anna Tolstoi in Moskau.
Während der Russischen Revolution 1905 streikten die Mitarbeiter des Büros Bari mit den Arbeitern der umliegenden Fabriken. 1909 beauftragte Bari seinen Sohn Viktor mit der Geschäftsleitung. Ab 1910 übernahm das Büro Bari auch Rüstungsaufträge und im verstärkten Maße während des Ersten Weltkrieges. Als Bari 1913 starb, übernahm die Witwe das Büro, das weiter Viktor leitete. Bari fand sein Grab auf dem Deutschen Friedhof in Moskau.
Am 28. April 1918 berichtete die Iswestija über die Aufdeckung einer konterrevolutionären Verschwörung um Wladimir Bari, der darauf verhaftet und von Felix Edmundowitsch Dserschinski persönlich verhört wurde. Durch Intervention des USA-Konsuls wurde er freigelassen und emigrierte. Bald darauf emigrierte auch Viktor Bari mit seiner Familie. Olga (Olga Bari-Aisenman) war eine talentierte Künstlerin und Mitglied der Künstlervereinigung Welt der Kunst und verließ nicht die Sowjetunion.